# Szingapúr hívójelkörzetei
Szingapúr jelenleg (2024) nincs felosztva hívójelkörzetekre.
Szingapúr számára az ITU az 9V, S6 hívójelprefixet határozta meg.
| Prefix | Körzet | Hely/jelleg                                   | ITU zóna | CQ zóna | 1 szintű QTH lokátor |
| ------ | ------ | --------------------------------------------- | -------- | ------- | -------------------- |
| 9V     | [0..9] | Szingapúr                                     | 54       | 28      | OJ                   |
| S6     | [0..9] | Szingapúr                                     | 54       | 28      | OJ                   |
| VS     | 1      | Kivezetve (Singapore and Straits Settlements) | 54       | 28      | OJ                   |

## Lajstromjel
Vízi és légi járművek lajstromjelezéséhez a 9V prefixet használják.